# Cukrowy Zawod
Cukrowy Zawod (biał. Цукровы Завод, ros. Сахарный завод) – przystanek kolejowy w miejscowości Żabinka, w rejonie żabineckim, w obwodzie brzeskim, na Białorusi. Leży na linii Moskwa - Mińsk - Brześć.
Nazwa pochodzi od znajdującej się w pobliżu cukrowni.